# Liste der Biografien/Lant
Liste der Biografien |
Portal Biografien |
Personensuche
# |
A |
B |
C |
D |
E |
F |
G |
H |
I |
J |
K |
L |
M |
N |
O |
P |
Q |
R |
S |
T |
U |
V |
W |
X |
Y |
Z |
?
 
La |
Lb |
Lc |
Le |
Lg |
Lh |
Li |
Lj |
Ll |
Lm |
Lo |
Lp |
Lt |
Lu |
Lv |
Lw |
Lx |
Ly |
Lz
 
Laa |
Lab |
Lac |
Lad |
Lae–Lah |
Lai |
Laj |
Lak |
Lal |
Lam |
Lan |
Lao |
Lap |
Laq |
Lar |
Las |
Lat |
Lau |
Lav |
Law |
Lax |
Lay |
Laz
 
Lana |
Lanc |
Land |
Lane |
Lanf |
Lang |
Lanh |
Lani |
Lanj |
Lank |
Lanl |
Lanm |
Lann |
Lano |
Lanp |
Lanq |
Lanr |
Lans |
Lant |
Lanu |
Lanv |
Lanw |
Lanx |
Lany |
Lanz
Die Liste der Biografien führt alle Personen auf, die in der deutschsprachigen Wikipedia einen Artikel haben. Dieses ist eine Teilliste mit 74 Einträgen von Personen, deren Namen mit den Buchstaben „Lant“ beginnt.

## Lant
- Lant, Conrad (* 1963), englischer Sänger und Bassist

### Lanta
- Lantachar, fränkisch-alamannischer Herzog in der Diözese Avenches
- Lantaff, William C. (1913–1970), US-amerikanischer Politiker
- Lantana, Giovanni Battista († 1627), italienischer Architekt

### Lantb
- Lantbert von Deutz († 1069), Hagiograph und Dichter
- Lantbert von Lyon, Abt und Bischof von Lyon

### Lante
- Lante della Rovere, Federico Marcello (1695–1773), Kardinal der Römischen Kirche, Subdekan des Kardinalskollegiums
- Lante della Rovere, Lucrezia (* 1966), italienische Schauspielerin
- Lante Montefeltro della Rovere, Alessandro (1762–1818), italienischer Kardinal der Römischen Kirche
- Lante Montefeltro Della Rovere, Antonio (1737–1817), italienischer Kardinal der Römischen Kirche
- Lante, Marcello (1561–1652), italienischer Geistlicher, Bischof und Kardinal der Römischen Kirche
- Lantenhammer, Elvira (* 1956), deutsche Malerin und Künstlerin
- Lanter, Matt (* 1983), US-amerikanischer SchauspielerMatt Lanter (* 1983)

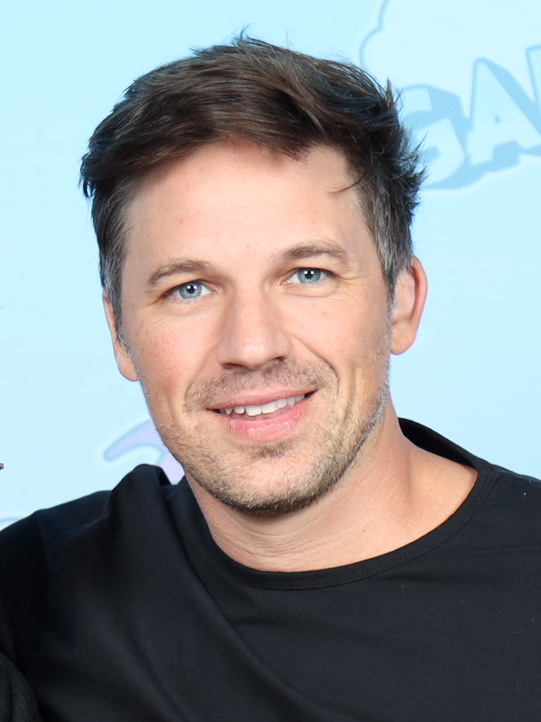
Matt Lanter (* 1983)

- Lanter-Koller, Violanda (* 1964), liechtensteinische Politikerin (VU)
- Lantéri, Édouard (1848–1917), französisch-britischer Bildhauer, Medailleur, Lehrer und Autor
- Lanteri, Julieta (1873–1932), argentinische Ärztin und Frauenrechtlerin
- Lanteri, Pio Bruno (1759–1830), piemontesischer römisch-katholischer Geistlicher und Ordensgründer
- Lantermann, Ernst-Dieter (* 1945), deutscher Psychologe und Hochschullehrer
- Lantermann, Ilse (1935–2018), deutsche Tischtennisspielerin
- Lantermann, Klaus (* 1933), deutscher Politiker (FDP), MdL
- Lantermann, Werner (* 1956), deutscher Ornithologe
- Lantermann, Wilhelm (1899–1973), deutscher Politiker (SPD), MdL, MdB
- Lanters, Franz (1877–1956), deutscher Politiker (SPD) und Oberbürgermeister von Koblenz

### Lantf
- Lantfrid, Bischof von Säben
- Lantfrid († 730), alamannischer Herzog (709–730)

### Lanth
- Lanthaler, Evelin (* 1991), italienische Naturbahnrodlerin
- Lanthaler, Kurt (* 1960), italienischer Schriftsteller (Südtirol)
- Lanthaler, Sandra (* 1984), italienische Naturbahnrodlerin
- Lanthimos, Giorgos (* 1973), griechischer Schauspieler, Filmproduzent, Film- und TheaterregisseurGiorgos Lanthimos (* 1973)

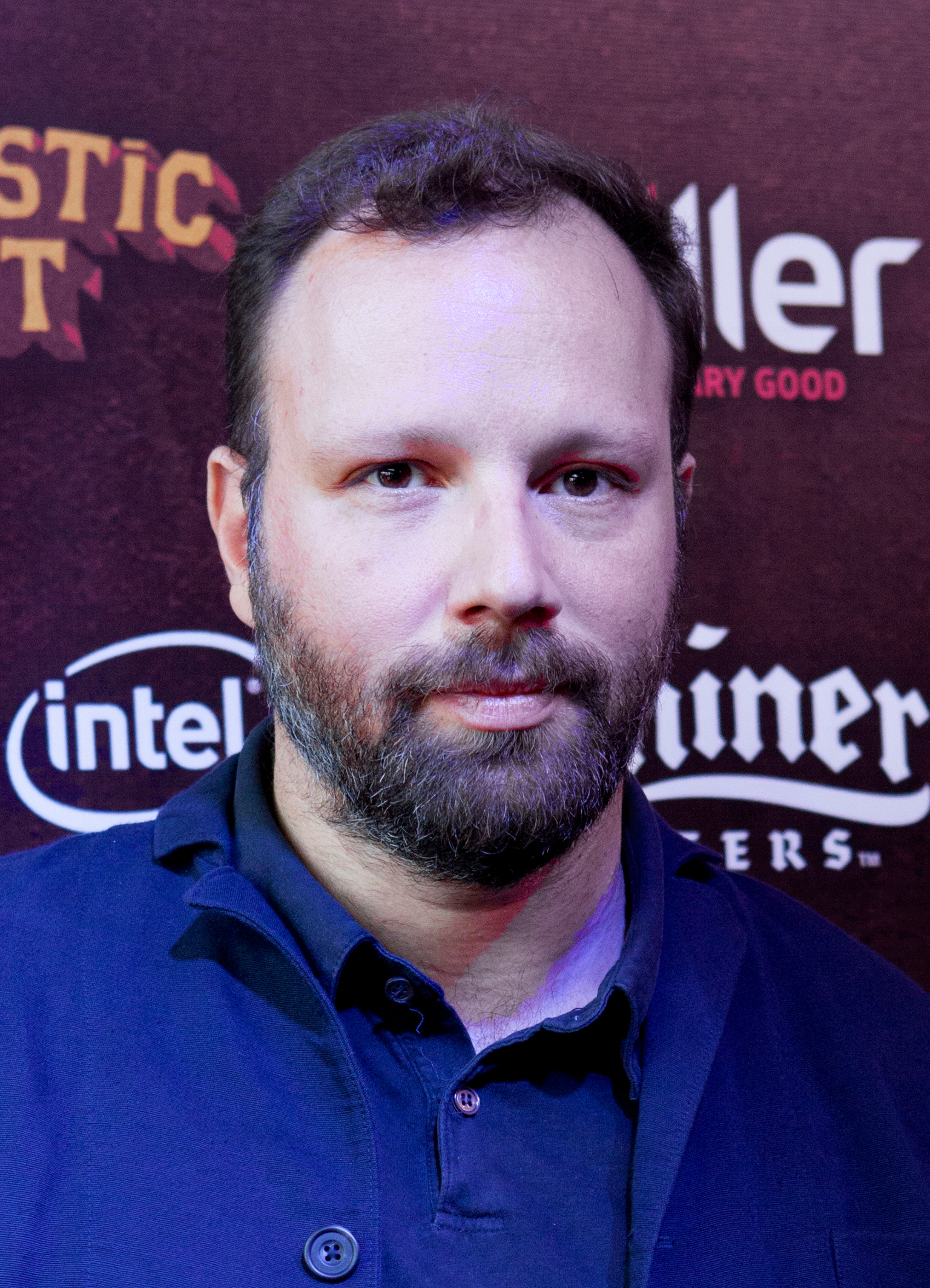
Giorgos Lanthimos (* 1973)

### Lanti
- Lanti, Eugène (1879–1947), französischer Mitbegründer des linksgerichteten Esperanto-Verbandes SAT
- Lantier, Pierre (1910–1998), französischer Komponist
- Lantier, Raymond (1886–1980), französischer Prähistoriker
- Lantieri, Michael (* 1954), US-amerikanischer Spezialeffektkünstler
- Lantigua de la Nuez, Ana (* 2000), spanische Tennisspielerin
- Lantigua, José Rafael (* 1949), dominikanischer Journalist, Schriftsteller, Literaturkritiker und Politiker
- Lantin, Lisan (* 1985), deutsche Film- und Theaterschauspielerin und Sprecherin
- Lantin, Rolf (* 1903), deutscher Fotograf
- Lanting, Frans (* 1951), niederländisch-US-amerikanischer Naturfotograf
- Lantinga, Sam, US-amerikanischer Informatiker
- Lantink, Jan-Albert (* 1958), niederländischer Langstrecken- und Ultraläufer
- Lantins, Arnold de, franko-flämischer Komponist und Sänger der frühen Renaissance
- Lantins, Hugo de, franko-flämischer Komponist und Sänger der frühen Renaissance

### Lanto
- Lantos, Mihály (1928–1989), ungarischer Fußballspieler
- Lantos, Peter (* 1939), ungarisch-britischer Neuropathologe
- Lantos, Robert (* 1949), kanadischer Filmproduzent ungarischer Herkunft
- Lantos, Tom (1928–2008), ungarisch-US-amerikanischer Politiker
- Lantos, Zoltán (* 1962), ungarischer Jazz-Violinist

### Lantp
- Lantpert, Herzog von Baiern
- Lantpert von Freising († 957), deutscher Bischof und Heiliger

### Lantr
- Lantratow, Ilja Walerjewitsch (* 1995), russischer Fußballspieler
- Lantratowa, Wera Stepanowna (1947–2021), sowjetische Volleyballspielerin

### Lants
- Lantschbauer, Rudolf (* 1954), österreichischer Verleger, Herausgeber, Fotograf, Weinjournalist und Werbefachmann
- Lantschner, Gerhard (1912–1943), österreichisch-deutscher Skirennläufer
- Lantschner, Gustav (1910–2011), österreichisch-deutscher Skirennläufer
- Lantschner, Hellmut (1909–1993), österreichischer und deutscher Skiläufer
- Lantschner, Ludwig (1826–1913), österreichischer Mediziner
- Lantschner, Otto (1908–1989), österreichisch-deutscher Skirennläufer
- Lantsheere, Théophile de (1833–1918), belgischer Staatsmann

### Lantt
- Lantto, Jonas (* 1987), schwedischer Fußballtorhüter

### Lanty
- Lanty, Milagros (* 1926), dominikanischer Sänger

### Lantz
- Lantz, Adolf (1882–1949), österreichischer Theaterleiter, -regisseur und Drehbuchautor
- Lantz, Heinrich (1820–1901), deutscher Rittergutsbesitzer und Parlamentarier
- Lantz, Joachim (* 1977), schwedischer Fußballspieler
- Lantz, Louis Amédée (1886–1953), französischer Herpetologe und Chemiker
- Lantz, Marcus (* 1975), schwedischer Fußballspieler
- Lantz, Walter (1899–1994), US-amerikanischer AnimatorWalter Lantz (1899–1994)

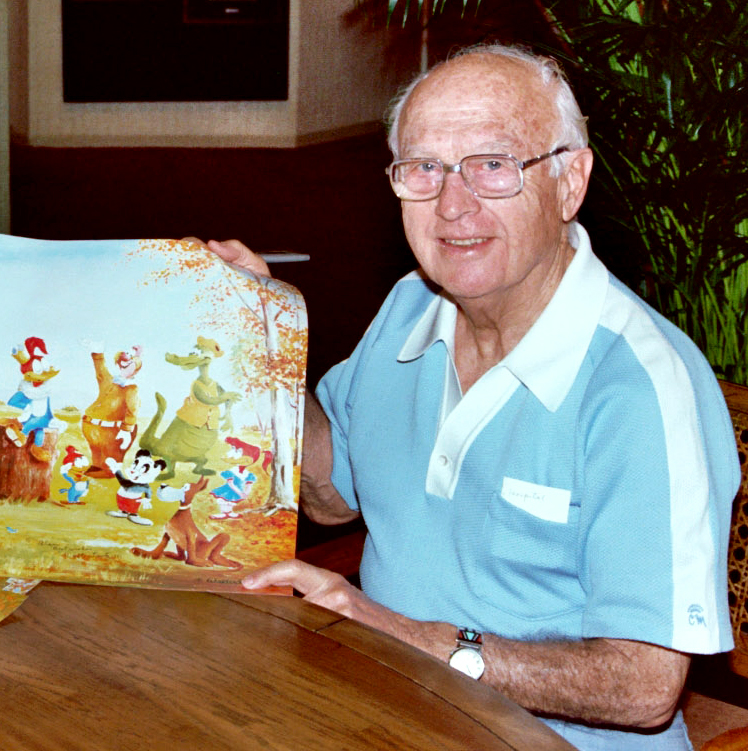
Walter Lantz (1899–1994)

- Lantzenberger, Michael (1552–1612), deutscher Buchdrucker
- Lantzius-Beninga, Bojung Scato Georg (1815–1871), deutscher Botaniker
- Lantzius-Beninga, Carl Christian Rudolph (1802–1893), deutscher Jurist und Politiker
- Lantzius-Beninga, Eberhard (1808–1902), ostfriesischer Forstbeamter, Gutsbesitzer und Parlamentarier
- Lantzsch, Maximilian (* 2002), deutscher American-Football-Spieler
- Lantzsch, Peter (* 1952), deutscher Radrennfahrer
- Lantzsch, Walter (1888–1952), deutscher Schauspieler
- Lantzsch-Nötzel, Arno Martin (1894–1986), deutscher Maler und Zeichner